# 11965 Catullus
11965 Catullus (tên chỉ định: 1994 PF20) là một tiểu hành tinh vành đai chính. Nó được phát hiện bởi Eric Walter Elst ở Đài thiên văn La Silla ở Chile ngày 12 tháng 8 năm 1994. Nó được đặt theo tên Catullus, a Latin poet.